# Heikki Kovalainen
Heikki Johannes Kovalainen (Suomussalmi, Finlandia; 19 de octubre de 1981) es un piloto de automovilismo finlandés. Fue piloto de Renault en Fórmula 1, donde estuvo vinculado desde 2004 y resultó subcampeón de GP2 Series en 2005, pero en 2008 pasó a formar parte del equipo McLaren, teniendo como compañero de equipo a Lewis Hamilton y donde consiguió su única victoria en el Gran Premio de Hungría. Entre 2010 y 2011 compitió en Team Lotus y entre 2012 y 2013 fue piloto reserva de Caterham F1 Team y de Lotus F1 Team.
Tras dejar la F1, Kovalainen ingresó al Super GT Japonés en 2015, resultando campeón de la categoría al año siguiente.

## Trayectoria

### Karting
Kovalainen comenzó su carrera en el karting en 1991, para acabarla en el año 2000, habiendo sido campeón de Fórmula A (posteriormente llamada KF1) de su país en 1999, campeón de los países nórdicos en 2000, y campeón de la Elf Masters, además de haber sido elegido "Piloto finés del año".

### Fórmula Renault
Kovalainen comenzó su carrera automovilística en el campeonato británico de Fórmula Renault, que Kimi Räikkönen había ganado el año anterior para pasar directamente a la Fórmula 1 con Sauber. El aprendizaje de Kovalainen en las categorías inferiores de automovilismo fue normal, pero se debe destacar que utilizó coches y motores Renault durante toda su carrera en estas categorías.
Acabó cuarto en el campeonato de 2001 con dos victorias, dos pole positions y tres vueltas rápidas, ganando el título de "Novato del año".

### Fórmula 3

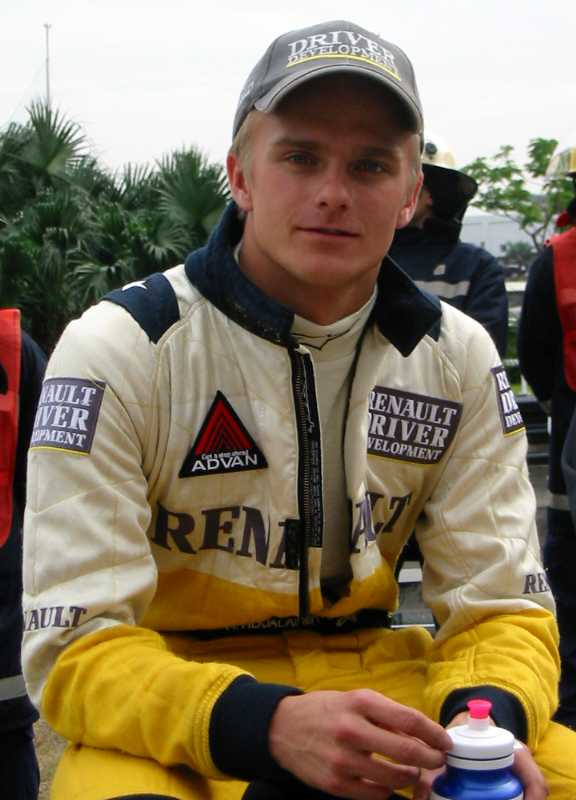
Heikki en el año 2002.

Kovalainen fue promocionado por el programa de desarrollo de pilotos de Renault y en 2002 pasó a participar en Fórmula 3 Británica con Fortec, que usaba motores Renault. En la segunda mitad del campeonato se convirtió en uno de los pilotos más competitivos, ganando cinco de las nueve últimas carreras. Con tres poles, tres vueltas rápidas y el tercer puesto en la clasificación general, tras Robbie Kerr y James Courtney fue de nuevo el "Novato del año". También tuvo una gran actuación en las carreras internacionales de Fórmula 3, siendo segundo en el Gran Premio de Macao y cuarto en el Masters de Fórmula 3 en el circuito de Zandvoort.

### World Series by Nissan
Kovalainen pasó a las World Series by Nissan, pertenecientes a Renault, en 2003. Sin embargo, se encontró con un duro rival en el equipo Gabord, Franck Montagny, quien llevaba dos temporadas en la categoría, habiendo ganado el campeonato en 2001. Montagny ganó el título con nueve victorias frente a una del finlandés. Sin embargo, con el traspaso al equipo Pons en 2004 de Kovalainen, el nórdico pudo ganar el campeonato por delante de Tiago Monteiro, con 192 puntos y seis victorias.

### Race of Champions
Kovalainen compitió en la Race of Champions de 2004 en el Stade de France, París, ya integrado en el programa de pilotos jóvenes de Renault. Así, se convirtió en el primer piloto no participante en rallies que ganó el Trofeo Memorial Henri Toivonen, ganando el título de "Campeón de campeones" tras vencer al campeón del mundo de rallies Sébastien Loeb. También participó en la Copa de Naciones junto a Marcus Grönholm, acabando segundo después de que su Ferrari 360 Modena se rompiese en la final; irónicamente, perdió contra Loeb y el equipo francés. Sin embargo, logró ganar al francés en un coche de rallies, a pesar de que jamás había pilotado uno, y ganó al heptacampeón del mundo de Fórmula 1, Michael Schumacher, con un Ferrari 360 Modena.
También participó en las ediciones de 2005, 2006 y 2007. En 2005, fue eliminado por Tom Kristensen en semifinales; en la segunda, ganó la Copa de Naciones para Finlandia junto a Marcus Grönholm, a pesar de lo cual volvió a ser eliminado en las semifinales, esta vez por Mattias Ekström, por una mínima diferencia de 0,0002 segundos. Por último, en la edición de 2007 fue eliminado por Andy Priaulx en cuartos de final, a la vez que conseguía el subcampeonato de la Copa de Naciones para Finlandia, acabando solo por detrás de Alemania.

### GP2 Series
En 2005, la nueva categoría inferior a la Fórmula 1, sucesora de la Fórmula 3000. Kovalainen ganó la primera carrera en la historia del campeonato y lideró el campeonato con el equipo Arden International. Sin embargo, en las últimas carreras, Nico Rosberg logró el liderazgo del campeonato, ganando este al final con una diferencia de quince puntos sobre Kovalainen, quien acabó segundo.

### Fórmula 1

#### Primer probador de Renault y salto a piloto oficial

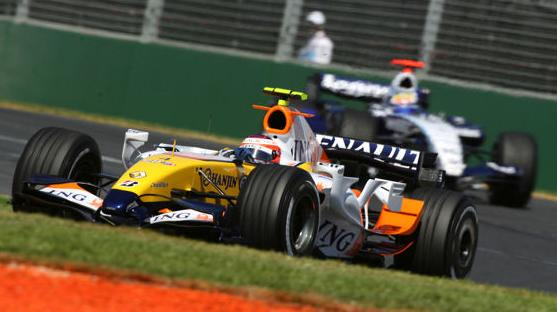
Kovalainen en el Gran Premio de Australia de 2007, delante de Nico Rosberg.

2006 fue su año de confirmación en Renault, como primer probador de la escudería que luchó por el Campeonato del Mundo de F1 con Ferrari, saliendo finalmente victoriosa la escudería gala gracias a los dos últimos Grandes Premios del año. Poco antes del GP de Italia, Flavio Briatore confirmó que Kovalainen sería piloto oficial en 2007 junto a Giancarlo Fisichella, tras la marcha de Fernando Alonso a McLaren.

### Renault (2007)

#### 2007
En su debut en el Gran Premio de Australia, Kovalainen no logró sumar puntos al llegar en el 10.º puesto. Tuvo un comienzo discreto con un coche discreto, aunque no deja de ser una apuesta de futuro en Fórmula 1.
La temporada 2007 fue la primera en la carrera de Kovalainen como piloto oficial en Fórmula 1. Su debut fue el Gran Premio de Australia, donde finalizó décimo. Tras un comienzo poco afortunado en Australia, en el Gran Premio de Malasia suma su primer punto, en Canadá finaliza 4.º y en Indianápolis, lidera por primera vez una carrera de F1. A pesar de acabar frecuentemente por detrás de su compañero de equipo, Giancarlo Fisichella, en la primera mitad del mundial; Kovalainen reaccionó y acabó superándolo en la clasificación en el Gran Premio de Turquía, donde acabó sexto. En el Gran Premio de Japón, en Fuji Speedway, logró un segundo puesto, siendo su primer podio en Fórmula 1, así como el único que lograba Renault en toda la temporada.

### McLaren (2008-2009)

#### 2008

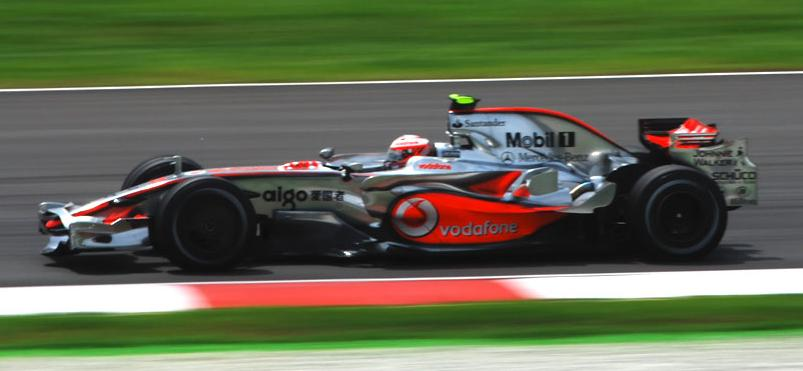
Kovalainen conduciendo el MP4-23 en el Gran Premio de Malasia, en el que logró su segundo podio.

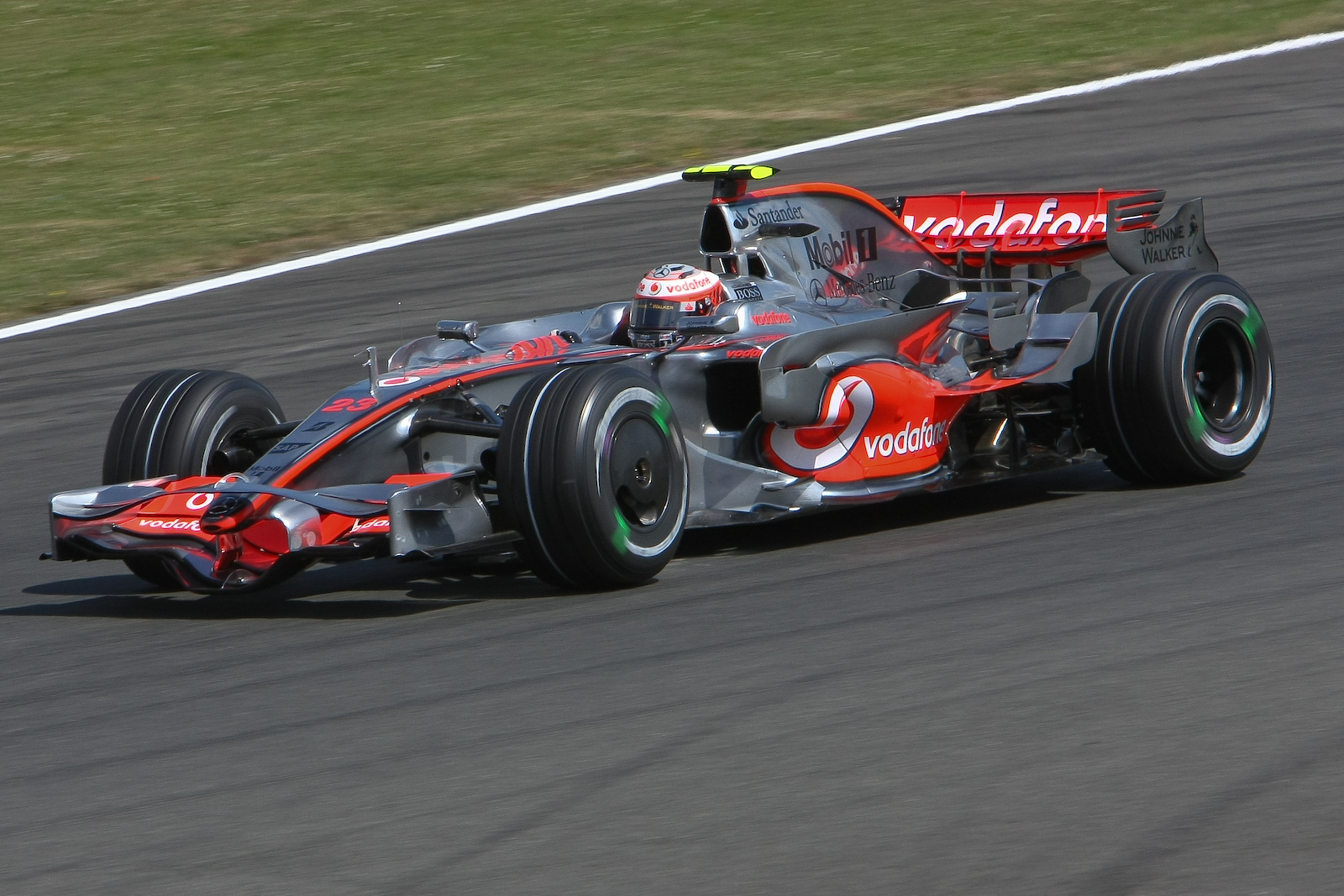
Heikki en Silverstone, donde logró la primera pole position de su carrera.

Tras la confirmación de Fernando Alonso y Nelson Piquet, Jr. como pilotos titulares del equipo Renault, el futuro como piloto de Kovalainen no parecía claro, debido a la falta de asientos en los equipos importantes de la parrilla. Pero en diciembre de 2007 se confirmó su fichaje por el equipo McLaren, por lo que compartió equipo con Lewis Hamilton a lo largo de la temporada 2008.
Heikki comienza la temporada con un quinto puesto en Australia; sin embargo, pudo ser cuarto de no pulsar el limitador de velocidad a una vuelta para el final, hecho que aprovechó Fernando Alonso para adelantarle. Por eso, la escudería anglogermánica decidió cambiar de lugar el limitador de velocidad. En el Gran Premio de Malasia se clasifica tercero por delante de su compañero de equipo, pero sufre una sanción de la FIA a los dos pilotos de McLaren por presuntamente obstaculizar el paso de Nick Heidfeld y Fernando Alonso en una de sus vueltas lanzadas. Eso les hizo perder cinco posiciones; por lo que Heikki salió 8.º, por detrás de Alonso. Sin embargo, en carrera remontó y acabó tercero, en el que fue el segundo podio de su carrera deportiva. En el Gran Premio de Baréin, Heikki suma cuatro puntos más. En el Gran Premio de España, sufre un grave accidente al reventarse su rueda delantera izquierda, y por consiguiente chocar contra la hilera de neumáticos. A pesar de ello, corre en Turquía, donde tras clasificarse segundo por primera vez en su carrera deportiva tiene problemas con un neumático en la salida, viéndose obligado a parar en boxes y acabando 12.º tras realizar un buen número de adelantamientos. En Mónaco, tras tener problemas en la salida y las primeras vueltas, Heikki consigue remontar hasta la octava posición. En el GP de Canadá finaliza noveno. En Francia resurge de sus cenizas, protagonizando una gran remontada hasta el cuarto puesto. Su mejoría queda confirmada en el Gran Premio de Gran Bretaña, en el que logra su primera pole position, aunque luego solo pudo ser quinto, resultado que repitió en Hockenheim (donde no opuso resistencia al adelantamiento de su compañero de equipo, ayudándole a vencer la carrera). Antes del Gran Premio de Hungría, Martin Whitmarsh confirmó que Kovalainen seguiría en McLaren en 2009. El finlandés pudo celebrarlo con su primera victoria en el Hungaroring. Posteriormente, en Monza, Heikki logró su cuarto podio. Su recta final fue bastante pobre y acabó en 7.º puesto en la clasificación final, sin poder ayudar a la escudería de Woking a lograr el mundial de constructores.
Una vez finalizada la temporada, Kovalainen dijo ser perjudicado por McLaren al salir con más gasolina que Hamilton en las clasificatorias, pero luego matizó que era feliz en el equipo y que trataría el tema con sus jefes.

#### 2009

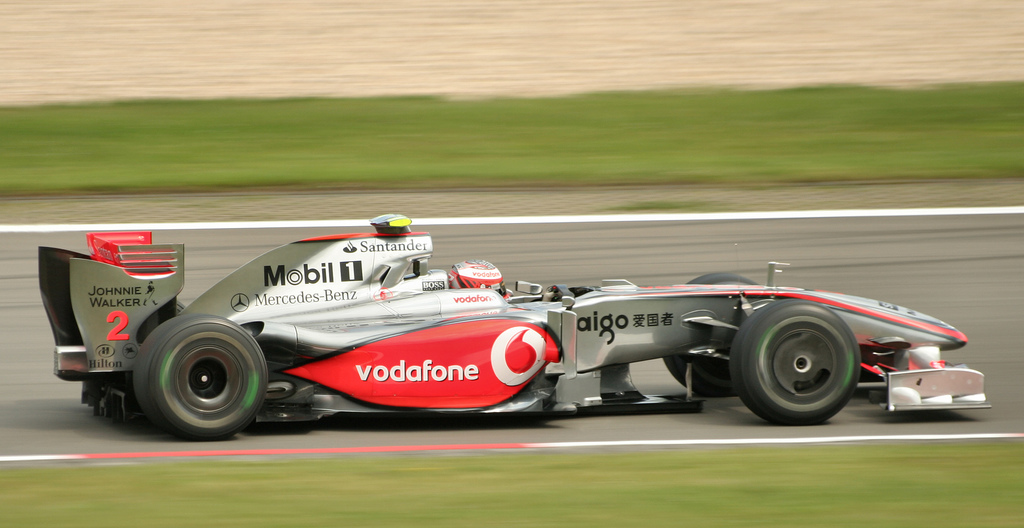
Kovalainen al volante del McLaren de esa temporada.

En 2009, Kovalainen sigue con el equipo de Woking, esperando luchar por el campeonato en su segundo intento con McLaren. Comienza mal la temporada, en parte porque el monoplaza no era muy competitivo en sus inicios, al no puntuar en Melbourne y Sepang. Finalmente, consigue sus primeras unidades en el lluvioso Gran Premio de China. Sin embargo, desde Sakhir hasta Silverstone, Heikki se queda sin puntuar: en Sakhir y Estambul, terminó la carrera fuera de los puntos, y en Cataluña, Mónaco y Silverstone, abandonó la prueba. Eso hizo poner en duda su futuro en el equipo el próximo año, pero con las mejoras en su coche en Nürburgring reacciona y logra volver a puntuar con un octavo puesto, mientras en Hungría consigue una 5.ª plaza. En Valencia, Kovalainen consigue acabar 4.º y en las 2 carreras siguientes, Spa y Monza, finaliza en 6.º puesto. En Singapur volvió a puntuar (acabó 7.º); en Suzuka, un toque con Fisichella le llevó a acabar 11.º, mientras que en Brasil acabó 9.º, pero después de la carrera, fue penalizado por 25 segundos por llevarse la manguera de gasolina en boxes, rociando de carbutrante al Ferrari de Kimi Räikkönen. Esta penalización le hizo bajar hasta el 12.º lugar. En la última carrera del año en Abu Dabi, Heikki sale 18.º luego de una penalización por cambiar la caja de cambios, y en la carrera remonta posiciones pero no logra puntuar, acabando 11º.
En 2008, cuando disfrutó de un coche ganador, Heikki consiguió su primera victoria, su primera pole position y 3 podios. Sin embargo, 2009, fue el peor año para Heikki, ya que no consiguió victorias, ni poles, ni siquiera un podio. Su mejor resultado en 2009 fue un cuarto puesto en el GP de Europa, con un monoplaza que no era de los mejores.
Después de un flojo año, de cara a la temporada 2010, McLaren decidió prescindir de sus servicios. Sin embargo, el 14 de diciembre se hace oficial que correrá en Lotus Racing.

### Últimos años (2010-2013)
Desde la temporada 2010, Heikki compite con el equipo malayo Lotus Racing, volviendo a la Fórmula 1 con el nombre de la desaparecida escudería Team Lotus, teniendo como compañero a Jarno Trulli.

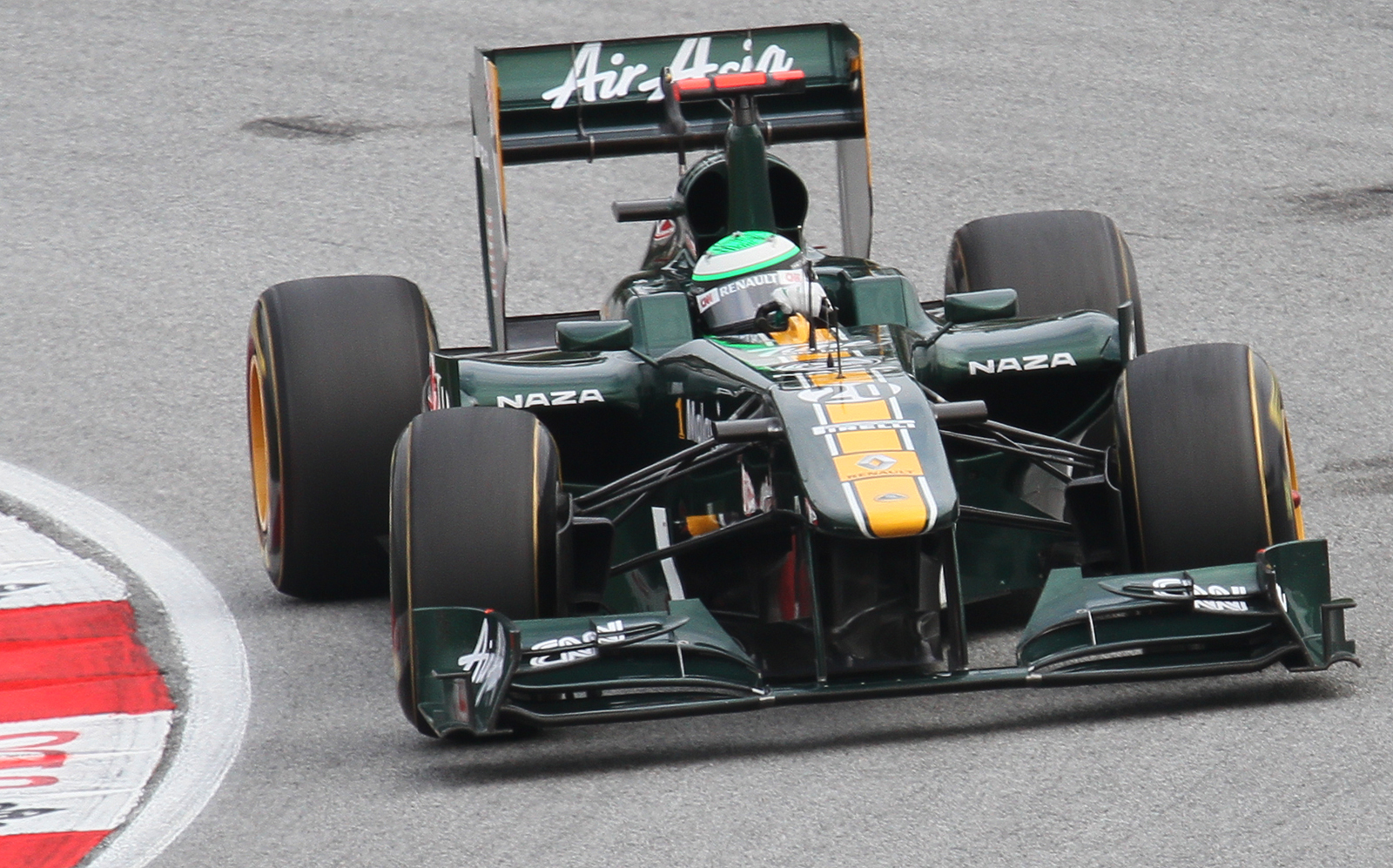
Heikki pilotando el Lotus T128.

El primer monoplaza de la escudería, el Lotus T127, no fue nada competitivo y el objetivo se limitaba a acabar las carreras, misma meta que tienen los otros equipos nuevos, Virgin e Hispania. De las 19 carreras que se disputaron, Heikki logró acabar 12 carreras, abandonó en 6 carreras y en una ocasión no salió a la carrera. En este año su mejor posición en parrilla fue un 13° puesto en la clasificación al GP de Bélgica; y su mejor posición en carrera, un 12° lugar en el GP de Japón. Pese a estos magros resultados y no haber sumado ningún punto, Kovalainen se mostró feliz con el equipo y su rendimiento.
En 2011, Kovalainen completa una buena temporada. No pudo puntuar (el Lotus T128 apenas mejoró a su predecesor), pero se mostró más rápido que su compañero de equipo en la mayoría de ocasiones. Su mejor posición en carrera fue un 13.º en Monza.
Heikki siguió compitiendo con el equipo en 2012, ahora llamado Caterham; pero apenas hubo progresos y no fue renovado para 2013. Sin embargo, consiguió continuar como piloto reserva, participando en algunas sesiones de entrenamientos libres para ayudar a los jóvenes pilotos titulares. En noviembre de 2013, es confirmado como sustituto de Kimi Räikkönen en Lotus F1 Team para las dos últimas carreras del año.

### Después de Fórmula 1
Kovalainen no compitió en el año 2014. En 2015 disputó el Super GT Japonés con un Lexus RC del equipo SARD, acompañado de Kōhei Hirate.
Queda campeón del Súper GT Japonés GT 500 en la temporada 2016, junto al mismo piloto.

## Resumen de carrera
| Temporada | Categoría                         | Equipo                        | Carreras          | Victorias         | Poles             | VR                | Podios            | Puntos            | Pos.              |
| --------- | --------------------------------- | ----------------------------- | ----------------- | ----------------- | ----------------- | ----------------- | ----------------- | ----------------- | ----------------- |
| 2001      | Fórmula Renault Británica         | Fortec Motorsport             | 13                | 2                 | 2                 | 3                 | 5                 | 243               | 4.º               |
| 2001      | Gran Premio de Macao              | Fortec Motorsport             | 1                 | 0                 | 0                 | 0                 | 0                 | N/A               | 8.º               |
| 2001      | Corea Super Prix                  | Fortec Motorsport             | 1                 | 0                 | 0                 | 0                 | 0                 | N/A               | 25.º              |
| 2002      | Campeonato de Fórmula 3 Británica | Fortec Motorsport             | 26                | 5                 | 2                 | 3                 | 12                | 257               | 3.º               |
| 2002      | Gran Premio de Macao              | Fortec Motorsport             | 1                 | 0                 | 0                 | 0                 | 1                 | N/A               | 2.º               |
| 2002      | Corea Super Prix                  | Fortec Motorsport             | 1                 | 0                 | 0                 | 0                 | 0                 | N/A               | 14.º              |
| 2002      | Masters de Fórmula 3              | Fortec Motorsport             | 1                 | 0                 | 0                 | 0                 | 0                 | N/A               | 4.º               |
| 2003      | World Series by Nissan            | Gabord Competición            | 18                | 1                 | 3                 | 1                 | 4                 | 134               | 2.º               |
| 2004      | World Series by Nissan            | Pons Racing                   | 18                | 6                 | 10                | 8                 | 11                | 176               | 1.º               |
| 2005      | GP2 Series                        | Arden International           | 23                | 5                 | 2                 | 1                 | 12                | 105               | 2.º               |
| 2006      | Fórmula 1                         | Mild Seven Renault F1 Team    | Piloto de pruebas | Piloto de pruebas | Piloto de pruebas | Piloto de pruebas | Piloto de pruebas | Piloto de pruebas | Piloto de pruebas |
| 2007      | Fórmula 1                         | ING Renault F1 Team           | 17                | 0                 | 0                 | 0                 | 1                 | 30                | 7.º               |
| 2008      | Fórmula 1                         | Vodafone McLaren Mercedes     | 18                | 1                 | 1                 | 2                 | 3                 | 53                | 7.º               |
| 2009      | Fórmula 1                         | Vodafone McLaren Mercedes     | 17                | 0                 | 0                 | 0                 | 0                 | 22                | 12.º              |
| 2010      | Fórmula 1                         | Lotus Racing                  | 19                | 0                 | 0                 | 0                 | 0                 | 0                 | 20.º              |
| 2011      | Fórmula 1                         | Team Lotus                    | 19                | 0                 | 0                 | 0                 | 0                 | 0                 | 22.º              |
| 2012      | Fórmula 1                         | Caterham F1 Team              | 20                | 0                 | 0                 | 0                 | 0                 | 0                 | 22.º              |
| 2013      | Fórmula 1                         | Caterham F1 Team              | Piloto de pruebas | Piloto de pruebas | Piloto de pruebas | Piloto de pruebas | Piloto de pruebas | Piloto de pruebas | Piloto de pruebas |
| 2013      | Fórmula 1                         | Lotus F1 Team                 | 2                 | 0                 | 0                 | 0                 | 0                 | 0                 | 21.º              |
| 2015      | Super GT Japonés - GT500          | Lexus Team SARD               | 8                 | 0                 | 0                 | 0                 | 0                 | 23                | 13.º              |
| 2016      | Super GT Japonés - GT500          | Lexus Team SARD               | 8                 | 1                 | 2                 | 0                 | 4                 | 82                | 1.º               |
| 2017      | Super GT Japonés - GT500          | Lexus Team SARD               | 8                 | 1                 | 0                 | 0                 | 2                 | 44                | 8.º               |
| 2018      | Super GT Japonés - GT500          | Lexus Team SARD               | 8                 | 1                 | 0                 | 0                 | 2                 | 42                | 9.º               |
| 2019      | Super GT Japonés - GT500          | Lexus Team SARD               | 8                 | 1                 | 0                 | 0                 | 1                 | 44                | 5.º               |
| 2019      | Intercontinental GT Challenge     | HubAuto Corsa                 | 1                 | 0                 | 0                 | 0                 | 0                 | 0                 | NC                |
| 2020      | Super GT Japonés - GT500          | Toyota Gazoo Racing Team SARD | 6                 | 1                 | 0                 | 0                 | 1                 | 31                | 11.º              |
| 2021      | Super GT Japonés - GT500          | Toyota Gazoo Racing Team SARD | 8                 | 0                 | 0                 | 0                 | 0                 | 34                | 13.º              |
| 2022      | Campeonato Mundial de Rally       | Heikki Kovalainen             | 1                 | 0                 | N/A               | N/A               | 0                 | 1                 | 37.º              |
| 2023      | Extreme E                         | JBXE                          | 2                 | 0                 | N/A               | N/A               | 0                 | 5                 | 19.º              |
| 2023      | Campeonato Mundial de Rally       | Heikki Kovalainen             | 1                 | 0                 | N/A               | N/A               | 0                 | 0                 | NC                |
| Fuente:   |                                   |                               |                   |                   |                   |                   |                   |                   |                   |

## Resultados

### GP2 Series
(Clave) (negrita indica pole position) (cursiva indica vuelta rápida puntuable)

| Año  | Escudería           | 1   | 1   | 2   | 2   | 3   | 3   | 4   | 4   | 5   | 5   | 6   | 6   | 7   | 7   | 8   | 8   | 9   | 9   | 10  | 10  | 11  | 11  | 12  | 12  | Pos. | Puntos | Ref.   |
| ---- | ------------------- | --- | --- | --- | --- | --- | --- | --- | --- | --- | --- | --- | --- | --- | --- | --- | --- | --- | --- | --- | --- | --- | --- | --- | --- | ---- | ------ | ------ |
| 2005 | Arden International | IMO | IMO | BAR | BAR | MON | MON | NÜR | NÜR | MAG | MAG | SIL | SIL | HOC | HOC | BUD | BUD | EST | EST | MNZ | MNZ | SPA | SPA | SAK | SAK | 2.º  | 105    | [ 20 ] |
| 2005 | Arden International | 1   | 3   | 3   | Ret | 5   | 5   | 1   | Ret | 1   | 3   | 2   | 3   | 5   | 6   | 2   | 5   | 10  | 1   | 1   | 5   | 15† | 9   | 3   | Ret | 2.º  | 105    | [ 20 ] |

### Fórmula 1
(Clave) (negrita indica pole position) (cursiva indica vuelta rápida)

| Año  | Escudería                 | 1       | 2       | 3      | 4       | 5       | 6       | 7       | 8       | 9       | 10     | 11      | 12     | 13      | 14     | 15      | 16      | 17      | 18     | 19     | 20     | Pos. | Puntos |
| ---- | ------------------------- | ------- | ------- | ------ | ------- | ------- | ------- | ------- | ------- | ------- | ------ | ------- | ------ | ------- | ------ | ------- | ------- | ------- | ------ | ------ | ------ | ---- | ------ |
| 2007 | ING Renault F1 Team       | AUS 10  | MYS 8   | BHR 9  | ESP 7   | MON 13† | CAN 4   | USA 5   | FRA 15  | GBR 7   | EUR 8  | HUN 8   | TUR 6  | ITA 7   | BEL 8  | JPN 2   | CHN 9   | BRA Ret |        |        |        | 7.º  | 30     |
| 2008 | Vodafone McLaren Mercedes | AUS 5   | MYS 3   | BHR 5  | ESP Ret | TUR 12  | MON 8   | CAN 9   | FRA 4   | GBR 5   | GER 5  | HUN 1   | EUR 4  | BEL 10† | ITA 2  | SIN 10  | JPN Ret | CHN Ret | BRA 7  |        |        | 7.º  | 53     |
| 2009 | Vodafone McLaren Mercedes | AUS Ret | MYS Ret | CHN 5  | BHR 12  | ESP Ret | MON Ret | TUR 14  | GBR Ret | GER 8   | HUN 5  | EUR 4   | BEL 6  | ITA 6   | SIN 7  | JPN 11  | BRA 11  | ABU 11  |        |        |        | 12.º | 22     |
| 2010 | Lotus Racing              | BHR 15  | AUS 13  | MYS NC | CHN 14  | ESP DNS | MON Ret | TUR Ret | CAN 16  | EUR Ret | GBR 17 | GER Ret | HUN 14 | BEL 16  | ITA 18 | SIN 16† | JPN 12  | RCO 13  | BRA 18 | ABU 17 |        | 20.º | 0      |
| 2011 | Team Lotus                | AUS Ret | MYS 15  | CHN 16 | TUR 19  | ESP Ret | MON 14  | CAN Ret | EUR 19  | GBR Ret | GER 16 | HUN Ret | BEL 15 | ITA 13  | SIN 16 | JPN 18  | RCO 14  | IND 14  | ABU 17 | BRA 16 |        | 22.º | 0      |
| 2012 | Caterham F1 Team          | AUS Ret | MYS 18  | CHN 23 | BHR 17  | ESP 16  | MON 13  | CAN 18  | EUR 14  | GBR 17  | GER 19 | HUN 17  | BEL 17 | ITA 14  | SIN 15 | JPN 15  | RCO 17  | IND 18  | ABU 13 | USA 18 | BRA 14 | 22.º | 0      |
| 2013 | Caterham F1 Team          | AUS     | MYS     | CHN    | BHR TD  | ESP TD  | MON     | CAN     | GBR     | GER     | HUN    | BEL TD  | ITA TD | SIN     | RCO    | JPN TD  | IND     | ABU TD  |        |        |        | 23.º | 0      |
| 2013 | Lotus F1 Team             |         |         |        |         |         |         |         |         |         |        |         |        |         |        |         |         |         | USA 14 | BRA 14 |        | 23.º | 0      |

### Super GT Japonés
(Clave) (negrita indica pole position) (cursiva indica vuelta rápida)

| Año  | Equipo                        | Automóvil             | Clase | 1      | 2     | 3       | 4     | 5       | 6       | 7      | 8      | Pos. | Puntos |
| ---- | ----------------------------- | --------------------- | ----- | ------ | ----- | ------- | ----- | ------- | ------- | ------ | ------ | ---- | ------ |
| 2015 | Lexus Team SARD               | Lexus RC F            | GT500 | OKA 5  | FUJ 5 | CHA 7   | FUJ 9 | SUZ 11  | SUG Ret | AUT 13 | MOT 6  | 13.º | 23     |
| 2016 | Lexus Team SARD               | Lexus RC F            | GT500 | OKA 7  | FUJ 2 | SUG 2   | FUJ 8 | SUZ 8   | CHA 7   | MOT 2  | MOT 1  | 1.º  | 82     |
| 2017 | Lexus Team SARD               | Lexus LC 500          | GT500 | OKA 3  | FUJ 7 | AUT 14  | SUG 1 | FUJ 10  | SUZ 13  | CHA 6  | MOT 8  | 8.º  | 44     |
| 2018 | Lexus Team SARD               | Lexus LC 500          | GT500 | OKA 12 | FUJ 2 | SUZ Ret | CHA 1 | FUJ 11  | SUG 10  | AUT 8  | MOT 8  | 9.º  | 42     |
| 2019 | Lexus Team SARD               | Lexus LC 500          | GT500 | OKA 11 | FUJ 4 | SUZ 5   | CHA 5 | FUJ Ret | AUT 1   | SUG 7  | MOT 11 | 5.º  | 44     |
| 2020 | Toyota Gazoo Racing Team SARD | Toyota GR Supra GT500 | GT500 | FUJ    | FUJ   | SUZ 5   | MOT 9 | FUJ 1   | SUZ 11  | MOT 8  | FUJ 14 | 11.º | 31     |
| 2021 | Toyota Gazoo Racing Team SARD | Toyota GR Supra GT500 | GT500 | OKA 4  | FUJ 6 | MOT 10  | SUZ   | SUG     | AUT     | MOT    | FUJ    | 8.º* | 14*    |

- * Temporada en progreso.